# Vendetta Sutton–Taylor
La vendetta Sutton-Taylor est une vendetta qui se déroula dans le Comté de DeWitt, au Texas, entre la famille d'un homme de loi de l'état du Texas, Creed Taylor, et la famille d'un homme de loi local, William Sutton, entre mars 1868 et décembre 1876. Elle trouve son origine dans un différend sur l'application de la loi du Comté. La querelle a coûté au moins 35 vies. À partir de 1872, elle a compté au nombre de ses participants le hors-la-loi John Wesley Hardin, dont la famille était alliée aux Taylor, ces derniers faisant ensemble du commerce de bétail.

### Ouvrages
- (en) Victor M. Rose, The Texas Vendetta, or, the Sutton-Taylor Feud : The Deadliest Blood Feud In Texas, J.J. Little & Company, 1880, 69 p. (ISBN 9781501467530, lire en ligne)
- (en) C. L. Sonnichsen, « SUTTON-TAYLOR FEUD », Handbook of Texas, Texas State Historical Association,‎ 15 juin 2010 (lire en ligne)
- (en) Leon Claire Metz, The Encyclopedia of Lawmen, Outlaws, and Gunfighters, Facts on File, 2002, 320 p. (ISBN 0816045437, lire en ligne)
- (en) Leon Claire Metz, John Wesley Hardin : Dark Angel of Texas (First Edition), El Paso, Texas, Mangan Books, 1996, 339 p. (ISBN 0-930208-35-8, lire en ligne)
- (en) Charles Askins, Texas, Guns & History, Winchester Press, 1970, 246 p. (ISBN 978-0876910184, lire en ligne)
- (en) Alton Pryor, Outlaws and Gunslingers : Tales of the West's Most Notorious Outlaws, Stagecoach Publishing, 2001, 198 p. (ISBN 0-9660053-6-8, lire en ligne)
- (en) James Garry, Guns of the Gunfighters, Peterson Textbook Publishing Company, 1975, 224 p. (ISBN 978-0-8227-0095-1, lire en ligne)
- (en) Paul Trachtman, Old West : The Gunfighters, Time-Life Books, 1974, 238 p. (ISBN 978-0-8094-1481-9, lire en ligne)
- (en) Leon Claire Metz, « Hardin, John Wesley », Handbook of Texas, Texas State Historical Association,‎ 15 juin 2010 (lire en ligne)
- (en) John Wesley Hardin, The Life of John Wesley Hardin, Texas, Smith & Moore, 1896, 144 p. (ISBN 978-0-8061-1051-6, lire en ligne)